# Freguesia de Santo António

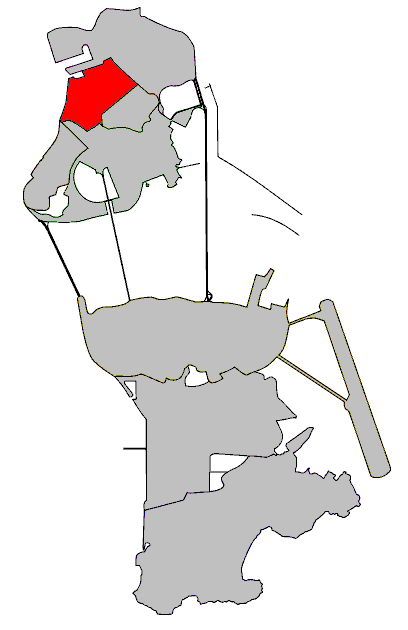
Localisation de la Freguesia de Santo António

La Freguesia de Santo António (Macao) est l'une des sept Freguesias de Macao et est située dans le sud-est de la péninsule de Macao. Elle n'a pas de pouvoirs administratifs, mais est reconnue par le gouvernement comme purement symbolique.
Elle possède une superficie de 1,1 km² et correspond à 11,82 % de la superficie de la péninsule (environ 9,3 km²). Elle possède une population de 104,2 mille habitants, et est la Freguesia avec la plus forte densité de population, avec 94,7 habitants au kilomètre carré, de la péninsule. Près de la moitié de son territoire a été gagné sur la mer.
Elle est bordée au sud par la Freguesia da Sé, et au nord par la Freguesia de Nossa Senhora de Fátima et à l'est avec la Freguesia de São Lázaro.

## Principaux bâtiments
- Place de Camões
- Place de la Compagnie de Jésus
- Ruines de Saint-Paul
- Fortaleza do Monte
- Église de Santo António
- Casa Garden
- Cimetière et Chapelle Protestante
- Temple Na Tcha
- Section de la muraille de Macao